# 김주빈 (축구 선수)
김주빈(한국 한자: 金周彬, 1990년 12월 7일 ~ )은 대한민국의 축구 선수로, 포지션은 수비수이다.

## 축구인 생활

### 선수 생활
2012 K리그 드래프트를 통해 1순위로 인천 유나이티드에 입단했다. 하지만 인천에서 2시즌을 보내는 동안 리그 경기에 출전하지 못하였고 2014년 대구 FC로 이적하였다.